# Blêmios

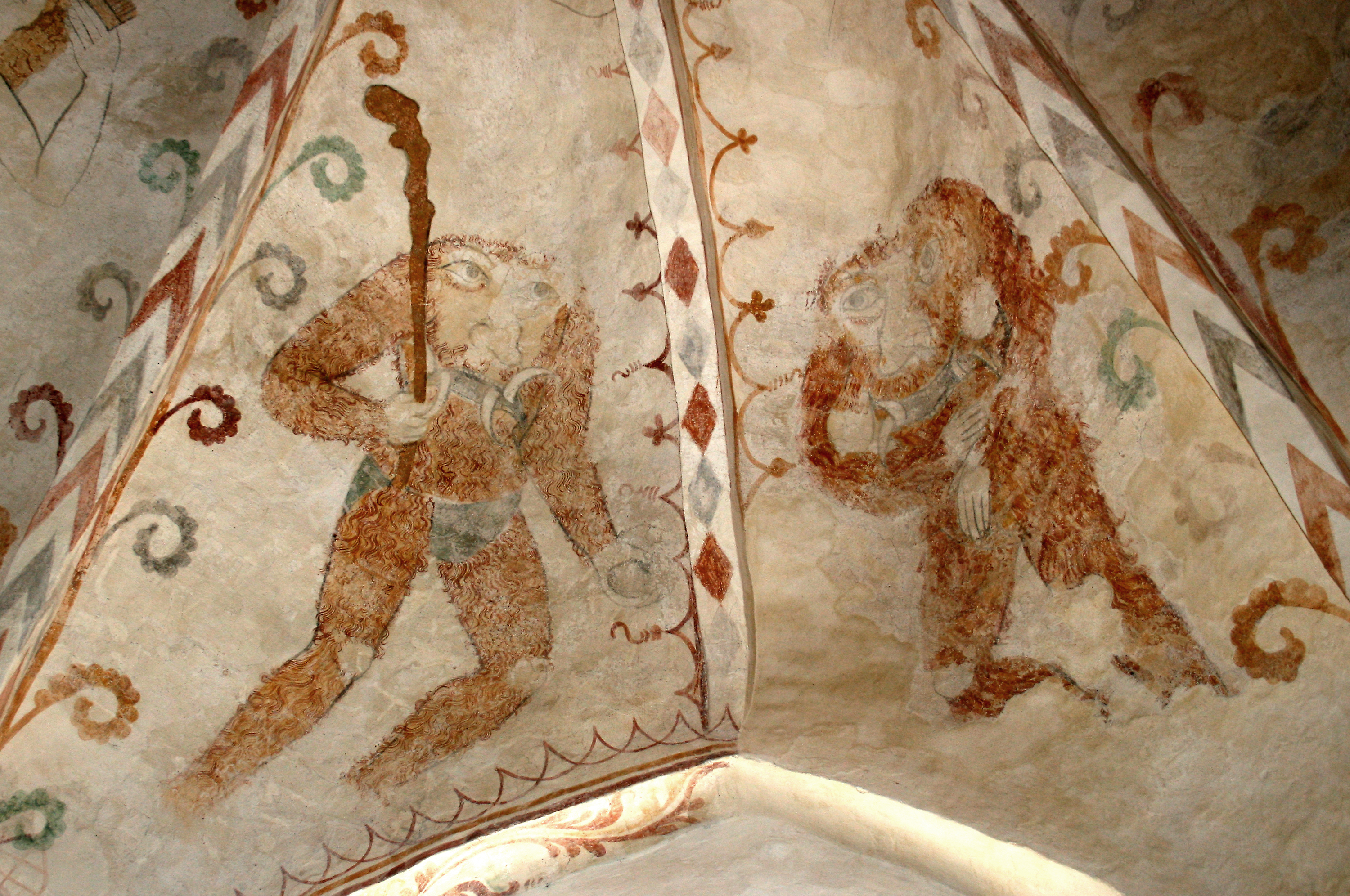
No arco ocidental na nave com um afresco gótico de 1511 da Igreja de Dalbyneder Dinamarca. estão retratados dois blêmios, que simbolizavam a avareza e a gula, dois dos sete pecados capitais

Os blêmios (do egípcio antigo: brhm, em grego clássico: Blλέμμυες ou Blλέμυες; em latim: blemmyæ), também conhecidos como blemitas ou bleminges, um antigo povo inicialmente nômade, que habitava desde o II milênio a.C. até o século V a Baixa Núbia. Os blêmios foram obrigados a cada vez mais se refugiarem nas regiões montanhosas do deserto oriental do Alto Egito e da Alta Núbia, passando a dominar a região conhecida como Dodecasqueno (a área que se estende da primeira catarata até o antigo Templo de Hierasicamino a 120 km ao sul de Assuão). 
São a origem do mito sobre um povo fantástico de homens sem cabeça da tradição romana, eles teriam olhos nos ombros e boca no tórax.

## Etnogênese: antecessores e sucessores
A caracterização étnica dos blêmios é problemática. Além de habitarem uma região antiga, lá habitavam pessoas de várias famílias linguísticas.  A opinião da maioria considera que os blêmios são os sucessores dos Medjai, que emigraram para o Egito no segundo milênio para servirem como forças policiais. No entanto, deve-se levar em conta que os Medjai eram de etnia nilo-saariana, como testemunham as inscrições meroíticas, enquanto a área ocupada pelos blêmios é ocupada atualmente pelos povos cuchíticos.
Outros consideram os blêmios, por sua vez, os ancestrais dos bejas,  ou pelo menos de uma fração deles, os Bisjarins ou os Ababda.
Um ponto de vista diferente, ligado às fontes greco-romanas clássicas, considera-os tribos etíopes, mas deve ser levado em conta que essas fontes aludem a um conceito amplo da Etiópia,  referindo-se aos territórios ao sul do Egito. habitado por populações negras. O mesmo acontece com a sua atribuição como tribo líbia, uma vez que a Líbia, em sentido amplo, refere-se à África que rodeia o Egito. 
Há também referências romanas que os identificam como árabes, possivelmente influenciados por suas incursões na Península do Sinai. 

## História
Durante o Império Novo Egípcio, os blêmios eram conhecidos como bleu, segundo as inscrições hieroglíficas, nas fontes egípcias da época de Ramessés IX,  embora exista muita discussão da época em que chegaram a Baixa Núbia, e mesmo se sempre foram nômades, se em alguma época se estabeleceram, se dominaram certas regiões ou se foram dominados pelos Nobácios .
O Reino de Cuxe principalmente em sua fase meroítica foi uma grande potência na África durante o período clássico.   Após o declínio de Cuxe apareceram na região vários reinos que foram fortemente influenciados pelos meroítas, por exemplo, a fase de Ballana do Reino da Nobácia. 
O papel dos blêmios na história da Baixa Núbia durante o período meroítico tardio (após a queda de Cuxe) não é claro.  Monnert de Villard  e Hoffman, Tomandl e Zach acreditam que os blêmios eram os principais núbios que viviam em grande parte da Baixa Núbia no século I  Török, por outro lado, acredita que os blêmios não poderiam ter tido uma posição de destaque no Vale antes de 373, embora eles fossem mencionados nas inscrições demóticas de Filas. Isso levou muitos pesquisadores a concluírem que os nobácios formaram o estado meroítico sucessor após o declínio dos cuxitas de Meroé.  A partir daí, os blêmios passaram a ser reconhecidos como um povo nômade associado ao declínio de Meroé.  
As inscrições dos axumitas deixam claro que depois que estes conquistaram os cuxitas, e que os os 'nobácios foram os sucessores ao sul, mas indicam também que os blêmios eram o poder dominante na Baixa Núbia nesta época. 
Outra indicação que corrobora com este ponto de vista pode ser vista nos registros em Napata que deixam claro que no século VII a.C. os blêmios estavam entrando na Baixa Núbia.  Esses registros mostram que essas pessoas reconheciam a supremacia napatana. E entre os séculos V e IV a.C. esses registros afirmam que os blêmios foram assentados na Alta e Baixa Núbia, após serem derrotados pelo rei Harsiotef (r. 404–369 a.C.). 
As fontes clássicas deixam claro que embora os cuxitas em Meroé fossem a potência dominante na Núbia e no Sudão nessa época, havia também muitos estados independentes associados  Entre os séculos IV e II a.C., a Baixa Nubia era pouco povoada. Mas a essa altura muitos blêmios foram assentados ali. Eratóstenes afirma que eles foram reconhecidos como súditos dos reis meroíticos (Cuxe). 
Por volta do século I a.C., Estrabão classificou os blêmios como subordinados dos meroítas. No século seguinte, os nobácios foram mencionados como vivendo a sul de Meroé, na margem ocidental do Nilo.  Os blêmios parecem ter tido relações muito íntimas com os meroítas e eram reconhecidos por estes como um importante grupo subordinado dentro da estrutura meroítico. Isto explicaria Eusébio de Cesareia mencionar a visita de embaixadores dos meroítas e dos blêmios à corte egípcia,  provavelmente por volta de 336.  V. Christides, afirma que os blêmios deram as coroas de Balana ao imperador Constantino.  
Os blêmios adoravam o deus Mandúlis e provavelmente muitas das divindades meroíticas à medida que se tornavam aculturados à civilização meroítica. Devido ao grande número de blêmios na Baixa Núbia, um templo em homenagem a Mandúlis foi construída entre 206 e 186 a.C., em Calabexa pelo rei Arcamani.  Os blêmios eram muito poderosos por volta de 249-251, atacaram o Egito.  Por volta de 297, os romanos estavam pagando um subsídio para os nobácios apaziguarem a região de Dodecasceno, e servirem como um "tampão" entre os romanos e os blêmios. 
Nos anos 370 começamos a ouvir mais sobre os blêmios em fontes clássicas. Em 373, atacaram os romanos nos Dodecasceno. Este ataque é registrado em Filas na inscrição demótica Ph.371.   Por volta de 374, os blêmios também estavam atacando a Península do Sinai. 
Uma inscrição meroítica descoberta em Calabexa conhecida como Inscrição de Calabexa apoia a visão de que os blêmios controlavam grande parte da Baixa Núbia após o declínio dos meroítas Esta inscrição deixa claro que Caramadoie foi reconhecido como um importante rei na Baixa Núbia. Aparecia nas inscrições que seu pai era Patatecaie fundador do Império e  que seu filho e sucessor era Isamenie ou Icemne. 
Há evidências de que Isamenie foi bem sucedido em manter o império blêmio. A maioria dos pesquisadores acredita que uma  outra inscrição grega em pidgin em Calabexa conhecida como Inscrição de Icemne, provavelmente se referia a Isamenie.  Os blêmios continuaram a ser o maior poder na Baixa Núbia até 450 quando foram derrotados pelos nobácios liderados pelo rei Silco. De acordo com a inscrição de Silco, em 450 Silco derrotou o rei blêmio Fonene. 
A pista documental dos blêmios desaparece, embora se tenha conhecimento de um rei chamado Bachia e de alguns vestígios arqueológicos que datam do século VII em torno de sua capital no deserto Deraeibe, localizada entre Uádi Halfa e o Mar Vermelho.  A última menção às blêmios aparece em 758 quando os governantes abássidas do Egito quebram o baqt (tratado de não agressão) o que desencadeou incursões blêmias. 
Hoje, os descendentes dos blêmios fazem parte dos bejas, que incluem as tribos de Bixarins, Amaras e Hadendoas. Em todo o sudeste do Egito e nordeste do Sudão, estima-se que existam um milhão de falantes do beja, embora muitos deles também falem árabe. A maioria dos bejas continua a viver como nômades, pastoreando camelos e gado na região árida que, tempos atrás era mais verdejante, também abrigava seus ancestrais. Alguns grupos bejas são famosos pela sua reclusão, outros, como os criadores de camelos como os Bixarins, tiveram contato prolongado com os povos do Vale do Nilo. 